# Wi-Fi Alliance
Wi-Fi Alliance є некомерційною організацією, яка володіє торговою маркою Wi-Fi.  Виробники можуть використовувати товарний знак для маркування продуктів, сертифікованих для сумісності Wi-Fi.

## Історія
Ранні продукти 802.11 страждали від проблем сумісності, оскільки Інститут інженерів з електротехніки та електроніки (IEEE) не мав можливості для тестування обладнання на відповідність його стандартам.  У 1999 році піонери нового, високошвидкісного варіанту схвалили специфікацію IEEE 802.11b, щоб сформувати Альянс сумісності з бездротовим Ethernet (WECA) і назвали нову технологію Wi-Fi.
До групи компаній входили 3Com, Aironet (придбана Cisco), Harris Semiconductor (нині Intersil), Lucent (була Alcatel-Lucent, потім придбана Nokia), Nokia і Symbol Technologies (нині Zebra Technologies).
Ключовими спонсорами альянсу є Apple, Comcast, Samsung, Sony, LG, Intel, Dell, Broadcom, Cisco, Qualcomm, Motorola, Microsoft, Texas Instruments, і T-Mobile.  Статутом цієї незалежної організації було проведення випробувань, сертифікація сумісності продуктів і просування технології
WECA перейменувала себе в Wi-Fi Alliance у 2002 році. Вона базується в Остіні, штат Техас.
Більшість виробників обладнання 802.11 стали членами, і станом на 2012 рік Wi-Fi Alliance включав понад 550 компаній-членів.  Wi-Fi Alliance розширив Wi-Fi за межі додатків бездротової локальної мережі до мережі «точка-точка» та персональної мережі та включив спеціальні програми, такі як Miracast.

## Сертифікація Wi-Fi
Wi-Fi Alliance володіє та контролює логотип «Wi-Fi Certified», зареєстровану торгову марку, яка дозволена лише на обладнанні, яке пройшло тестування.  Покупці, які покладаються на цю торгову марку, можуть мати більше шансів на взаємодію, ніж в іншому випадку.  Тестування включає не лише сумісність радіозв’язку та форматів даних, але й протоколи безпеки, а також необов’язкове тестування якості обслуговування та протоколів керування живленням. Продукти, сертифіковані Wi-Fi, мають продемонструвати, що вони можуть добре працювати в мережах з іншими продуктами, сертифікованими Wi-Fi, із запуском звичайних програм у ситуаціях, подібних до тих, що виникають у повсякденному використанні.  У сертифікації використовуються 3 принципи:
- Сумісність є основною метою сертифікації.  Суворі тестові приклади використовуються, щоб переконатися, що продукти від різних постачальників обладнання можуть взаємодіяти в різноманітних конфігураціях.
- Необхідно зберегти зворотну сумісність, щоб нове обладнання могло працювати з наявним обладнанням.  Зворотна сумісність захищає інвестиції в застарілі продукти Wi-Fi і дозволяє користувачам поступово оновлювати та розширювати свої мережі.
- Нові програми сертифікації дозволяють виводити на ринок нові технології та специфікації.  Ці програми сертифікації можуть бути обов’язковими (наприклад, WPA2) або додатковими (наприклад, WMM).

Визначення сумісності Wi-Fi Alliance вимагає, щоб продукти демонстрували задовільний рівень продуктивності в типових мережевих конфігураціях і підтримували як усталені, так і нові програми.  Процес сертифікації Wi-Fi Alliance включає три типи тестів для забезпечення сумісності.  Сертифіковані продукти Wi-Fi тестуються на:
- Сумісність: сертифіковане обладнання було перевірено на підключення до іншого сертифікованого обладнання.  Тестування на сумісність завжди було і залишається основним компонентом тестування сумісності, і це елемент, який більшість людей асоціює з «сумісністю».  Він включає тести з кількома пристроями від різних постачальників обладнання.
- Відповідність: обладнання відповідає певним критичним елементам стандарту IEEE 802.11.  Тестування на відповідність зазвичай включає автономний аналіз окремих продуктів і встановлення того, чи реагує обладнання на вхідні дані, як очікувалося та визначено.  Наприклад, тестування на відповідність використовується, щоб переконатися, що обладнання Wi-Fi захищає себе та мережу, коли обладнання виявляє ознаки мережевих атак.
- Продуктивність: обладнання відповідає необхідним рівням продуктивності.  Тести продуктивності призначені не для вимірювання та порівняння продуктивності продуктів, а просто для перевірки того, що продукт відповідає мінімальним вимогам до продуктивності.  Wi-Fi Alliance не публікує результати конкретних тестів продуктивності.

### Типи сертифікації
Wi-Fi Alliance проводить сертифікаційне тестування на двох рівнях:
Обов'язкові:
- Основна сумісність MAC/PHY через 802.11a, 802.11b, 802.11g і 802.11n (принаймні один).
- Безпека[9] Wi-Fi Protected Access 2 (WPA2), яка відповідає стандарту IEEE 802.11i.  WPA2 доступний у двох типах: WPA2-Personal для споживачів і WPA2 Enterprise, який додає автентифікацію EAP.

Додатково:
- Тести, що відповідають стандартам IEEE 802.11h і 802.11d.
- Якість обслуговування WMM[10] на основі підмножини IEEE 802.11e.
- Енергозбереження[11]WMM на основі APSD у IEEE 802.11e
- Wi-Fi Protected Setup,[12] специфікація, розроблена Альянсом для полегшення процесу налаштування та ввімкнення засобів захисту в мережах Wi-Fi для невеликих офісів і споживачів.
- Спеціальний пристрій (ASD) для бездротових пристроїв, крім точки доступу та станції, які мають певне застосування, наприклад DVD-програвачі, проектори, принтери тощо.
- Converged Wireless Group–Radio Frequency (CWG-RF, пропонується в поєднанні з CTIA), щоб забезпечити відображення продуктивності Wi-Fi і стільникового радіо в конвергентних пристроях.
- Точка доступу/Точка доступу 2.0[13]

## Програми сертифікації
Існує ряд програм сертифікації Wi-Fi alliance:

### 2.4/5/6GHz Wi-Fi
Протоколи 802.11 — це стандарти IEEE, ідентифіковані як 802.11b, 11g, 11n, 11ac тощо. У 2018 році Wi-Fi Alliance створив простіші мітки покоління Wi-Fi 4–6, починаючи з Wi-Fi 5, заднім числом додавши Wi-Fi  4 і пізніше додано Wi-Fi 6 і Wi-Fi 6E. Wi-Fi 5 мав фази Хвилі 1 і Хвилі 2.  Wi-Fi 6E розширює діапазон 2,4/5 ГГц до 6 ГГц, якщо ліцензовано.  Перераховано в порядку історії та кількості.  Перегляньте окремі статті про 802.11, щоб отримати відомості про версію, або 802.11, щоб отримати зведений підсумок.

*: Wi-Fi 0, 1, 2, 3 є звичайним використанням, а не офіційною фірмовою нумерацією поколінь Wi-Fi Alliance.

### WiGig
WiGig означає підключення до бездротової локальної мережі 60 ГГц.  Він був спочатку оголошений у 2013 році Wireless Gigabit Alliance і прийнятий Wi-Fi Alliance у 2013 році. Вони почали сертифікацію в 2016 році. Перша версія WiGig — IEEE 802.11ad, а новіша —  Версія IEEE 802.11ay була випущена в 2021 році.

### Wi-Fi Direct
У жовтні 2010 року Альянс розпочав сертифікацію Wi-Fi Direct, що дозволяє пристроям із підтримкою Wi-Fi спілкуватися один з одним напряму шляхом встановлення спеціальних мереж без використання бездротової точки доступу або точку доступу. З 2009 року, коли було вперше оголошено, деякі припускали, що Wi-Fi Direct може замінити потребу в Bluetooth у програмах, які не покладаються на Bluetooth з низьким енергоспоживанням.

### WPA
Wi-Fi Protected Access — це механізм безпеки на основі поправки IEEE 802.11i до стандарту, який Wi-Fi Alliance почав сертифікувати з 2003 року.

### IBSS with Wi-Fi Protected Setup
IBSS із Wi-Fi Protected Setup дозволить створити ad hoc мережу між пристроями безпосередньо без центральної точки доступу.

### Wi-Fi Passpoint
Wi-Fi Passpoint, також відомий як Hotspot 2.0, — це рішення для забезпечення роумінгу між операторами. Він використовує IEEE 802.11u.

### Wi-Fi Easy Connect
Wi-Fi Easy Connect — це протокол, який дозволяє легко встановлювати з’єднання через QR-код

### WPS
Wi-Fi Protected Setup (WPS) — це стандарт безпеки мережі для простого створення безпечної бездротової домашньої мережі, створений і представлений Wi-Fi Alliance у 2006 році.

### Miracast
Miracast, представлений у 2012 році, є стандартом для бездротового підключення дисплеїв із таких пристроїв, як ноутбуки, планшети чи смартфони.  Його мета - замінити кабелі, що з'єднують пристрій з дисплеєм.

### Wi-Fi Aware
Wi-Fi Aware — це програма сертифікації сумісності, оголошена в січні 2015 року, яка дозволяє користувачам пристроїв, перебуваючи в зоні дії певної точки доступу або іншого сумісного пристрою, отримувати сповіщення про програми або служби, доступні поблизу. Пізніші версії цього стандарту включали нові функції, такі як можливість встановлення однорангового з’єднання даних для передачі файлів.
У ЗМІ відразу ж висловилися побоювання, що він буде використовуватися переважно для маркетингу наближеності.

### Wi-Fi Location
Wi-Fi Location — це тип системи позиціонування Wi-Fi, і сертифікація може допомогти забезпечити точність позиціонування в приміщенні.

### TDLS
TDLS або Tunneled Direct Link Setup — це «простий спосіб швидшої потокової передачі медіа та інших даних між пристроями, які вже підключені до однієї мережі Wi-Fi» на основі IEEE 802.11z і доданий до Wi-Fi  Програма сертифікації Альянсу в 2012 році. Пристрої, які її використовують, спілкуються один з одним напряму, без залучення маршрутизатора бездротової мережі.

### Wi-Fi Agile Multiband
Сертифікація Wi-Fi Agile Multiband вказує на те, що пристрої можуть автоматично підключатися та підтримувати з’єднання найбільш прийнятним способом.  Він охоплює стандарт IEEE 802.11k щодо звіту про інформацію про точку доступу, стандарт IEEE 802.11v, який дозволяє обмінюватися інформацією про стан мережі, стандарт IEEE 802.11u щодо додаткової інформації Wi-Fi  Мережа Fi, IEEE 802.11r про швидкий перехідний роумінг між різними точками доступу, а також інші технології, визначені альянсом Wi-Fi.

### Wi-Fi EasyMesh
Wi-Fi EasyMesh — це програма сертифікації на основі специфікації Multi-Access Point для створення сіток Wi-Fi із продуктів різних постачальників, на основі IEEE 1905.1.  Він призначений для вирішення проблеми систем Wi-Fi, які повинні охоплювати великі території, де кілька маршрутизаторів служать кількома точками доступу, працюючи разом для формування більшої/розширеної та об’єднаної мережі.

### Wi-Fi Vantage
Раніше відома як Carrier Wi-Fi, Wi-Fi Vantage — це програма сертифікації для операторів, яка дозволяє підтримувати та керувати якісними з’єднаннями Wi-Fi у середовищі високого використання.  Він включає ряд сертифікацій, як-от сертифікований Wi-Fi ac (як у 802.11ac), Passpoint, Agile Multiband і Optimized Connectivity. Він включає ряд сертифікацій, як-от сертифікований Wi-Fi ac (як у 802.11ac), Passpoint, Agile Multiband і Optimized Connectivity.

### WMM
Wi-Fi Multimedia (WMM) або Wireless Multimedia Extensions — це сертифікат сумісності Wi-Fi Alliance на основі стандарту IEEE 802.11e.  Він забезпечує основні функції якості обслуговування (QoS) для мереж IEEE 802.11.

### Wi-Fi Home Design
Wi-Fi Home Design — це набір інструкцій, опублікованих Wi-Fi Alliance щодо включення бездротової мережі в дизайн будинку.

### Wi-Fi HaLow
Wi-Fi HaLow — це стандарт для широкопотужного з’єднання (LPWA) із використанням спектру нижче 1 ГГц для пристроїв IoT.  Він заснований на IEEE 802.11ah.

## Зовнішні посилання
- Офіційний сайт